# Palazzo dell'Istituto Marcelline Tommaseo
Il palazzo dell'Istituto Marcelline Tommaseo è un edificio storico di Milano sito in piazza Niccolò Tommaseo al civico 1. Fu costruito nel 1906 in stile eclettico su disegno dell'architetto piemontese Cecilio Arpesani (1853-1924) per ospitare l'Istituto Marcelline "Tommaseo" che tuttora vi ha sede.

## Storia
L'edificio venne commissionato dalle Suore Marcelline, congregazione fondata dal beato Luigi Biraghi nel 1838, per ospitare le prime duecento alunne della borghesia milanese che, nell'anno scolastico 1906-1907, si distribuirono fra l'asilo infantile, le scuole elementari e complementari e i corsi di disegno, pittura, ceramica, pianoforte, violino, canto e perfezionamento linguistico offerti dall'istituto.
A progettare il palazzo della scuola venne chiamato l'architetto piemontese Cecilio Arpesani, noto esponente dello stile eclettico e rinascimentale che in quegli anni era particolarmente attivo nella città di Milano grazie a svariate committenze di famiglie borghesi milanesi dell'epoca: l'Arpesani infatti in quegli stessi anni progettò, fra gli altri, numerosi edifici privati anche nelle vicine via Ariosto e via Carducci.

## Architettura
L'Arpesani optò quindi per uno stile eclettico-rinascimentale molto in voga in quegli anni, sviluppando un edificio con pianta ad "L" raccolto intorno a un cortile di forma irregolare e che si innalza su quattro piani fuori terra oltre a un corpo in appendice ad uso di cappella.
Alla iniziale struttura del 1906 si aggiunsero due parziali ampliamenti operati prima del 1917 dall'architetto Spirito Maria Chiappetta e nel 1922 dall'ingegner Giuseppe Calori, entrambi, come l'Arpesani, tra i più noti protagonisti in ambito lombardo e milanese della diffusione dello stile eclettico rinascimentale che seguì l'Unità d'Italia.
La configurazione attuale, che vede alternarsi strutture portanti in laterizio e solai in legno a parti in cemento armato e solai in latero-cemento, è frutto di un ulteriore ampliamento operato nel 1950 dal celebre architetto Paolo Mezzanotte, di sovente attivo in quella parte della città.
Esternamente la palazzina è contraddistinta da zoccolatura in pietra, un rivestimento in mattoncini rossi per il piano rialzato ed elementi di ornato in pietra. Le finestre sono singole e bifore, con elementi di contorno in cotto. Le finestre della cappella sono invece ad arco arco Tudor con fascia ornamentale in cotto.